# Abbaye de Prinknash
L’abbaye de Prinknash est un monastère de moines bénédictins près du village de Cranham dans le Gloucestershire en Angleterre. Fondé sans doute au XIe siècle comme dépendance de l'abbaye Saint-Pierre de Gloucester et rétabli en 1928 le monastère est affilié à la congrégation de Subiaco de l’ordre bénédictin.

## Histoire

### Domaine de Prinknash
Depuis près de 900 ans l’endroit est associé à l’Ordre bénédictin. En 1096 les Giffard, une famille baronniale de Normandie, qui accompagna Guillaume le Conquérant en Angleterre, fit un don du terrain à l’abbé Serlo de l’abbaye Saint-Pierre de Gloucester. Une grande partie des bâtiments subsistants aujourd'hui fut construite durant l’abbatiat de William Parker, dernier abbé de Gloucester, aux environs de 1520.
‘Prinknash Park’ resta entre les mains de l’abbaye de Gloucester jusqu'à la suppression des monastères en 1539. Devenu domaine royal il fut alloué à Sir Anthony Kingston qui en contrepartie dut livrer annuellement 40 biches à Henri VIII. Prinknash Park resta un lieu de rencontres et pavillon de chasse de la noblesse du Gloucestershire durant les siècles qui suivirent. Des recherches archéologiques ont prouvé que certaines parties des bâtiments plus anciens (St Peter’s Grange) datent du XIVe siècle. Il y eut probablement un ‘manoir abbatial’ avec chapelle.

### Abbaye de Prinknash
Par un accord signé le 1er août 1928 le chevalier de Rothes confie le domaine à des moines bénédictins venant de l’abbaye de Caldey. Sous la direction de leur père abbé Dom Ælred Carlyle les moines de Caldey s’étaient convertis de l’anglicanisme au catholicisme en 1913 et lorsque Caldey s’affilia à l’ordre cistercien-trappiste (1928) un groupe de six moines bénédictins quitta Caldey pour s’installer à Prinknash le 26 octobre 1928. Le manoir de Prinknash est alors transformé et adapté aux besoins de la vie monastique.
Après des années de difficultés économiques les moines parviennent à racheter les terrains qui entourent leur monastère pour en faire ce qu’il est aujourd’hui. En 1937 Dom Wilfrid Upson, qui avait succédé au fondateur et prieur Dom Aelred Carlyle, est élu comme premier abbé de Prinknash. Les reliques du bienheureux Richard Whiting, dernier abbé de Glastonbury sont conservées à Prinknash.
La communauté continue à croitre. De nouveaux bâtiments sont prévus, et une pierre de fondation est même inaugurée en 1939 par l'archevêque de Westminster, le cardinal Hinsley, mais la Seconde Guerre mondiale remet le projet à plus tard. Des moines sont envoyés en soutien à Farnborough (mai 1947) et l'abbaye de Pluscarden est fondée en Écosse, la même année.
Les travaux d’expansion sont repris sur des plans revus à la baisse et les moines habitent dans leurs nouveaux bâtiments en 1972, l’ancienne abbaye, appelé désormais ‘St Peter’s Grange’ étant réaménagée et modernisée pour y recevoir des retraitants.
En 2008, la communauté monastique étant fort réduite, les moines réinvestissent ‘St Peter’s Grange’, les bâtiments de la ‘nouvelle abbaye’ étant vendus pour en faire des appartements de luxe. Les moines de Prinknash sont aujourd’hui au nombre de 12.

## Rite liturgique
Depuis 2002 les moines de Prinknash ont la permission de célébrer l’eucharistie selon la forme extraordinaire du rite romain (dit ‘rite tridentin’) Une ‘messe basse’ est célébrée tous les samedis à 11.00 du matin. Les jours de grandes fêtes la communauté célèbre une grand-messe chantée en grégorien.